# Saint-Maixant (Gironda)
Saint-Maixant è un comune francese di 1 546 abitanti situato nel dipartimento della Gironda nella regione della Nuova Aquitania.

## Società

### Evoluzione demografica
Abitanti censiti